# Брюс Беннер (Кіновсесвіт Marvel)
Брюс Беннер (англ. Bruce Banner) — вигаданий персонаж у медіа-франшизі Marvel Cinematic Universe (MCU), який спочатку зобразив Едвард Нортон, а згодом Марк Руффало — заснований на однойменному персонажі коміксів Marvel, широко відомий як своє альтер-его, Галк (англ. Hulk). Беннера зображено як геніального фізика, який після невдалого експерименту з відтворення програми суперсолдата з використанням гамма-випромінювання перетворюється на велику м’язисту істоту із зеленою шкірою щоразу, коли його серцебиття перевищує 200 ударів на хвилину або коли йому загрожує смертельна небезпека. Як Галк, він володіє надлюдськими здібностями, включаючи підвищену силу та витривалість. З часом Беннер демонструє все більшу здатність контролювати трансформацію, і він стає одним із засновників Месників. Після конфлікту з Альтроном Беннера ненавмисно переміщують до Сакаару, де він залишається Галком протягом кількох років, поки врешті не повертається на Землю для участі в битві проти Таноса. Через роки після того, як Танос стирає половину всього життя, Беннер навчиться зберігати форму Галка, не ушкоджуючи свій розум, і він відіграє важливу роль у місії Месників з використання подорожі в часі, щоб отримати каміння нескінченності з минулого. Після успіху Месників Беннер сам відновлює трильйони життів у всьому всесвіті, використовуючи камені в спеціально виготовленій рукавиці. Після того, як його метафікативна двоюрідна сестра Дженніфер «Джен» Уолтерс випадково просочується його кров’ю, ставши «Жінкою-Галком», Беннер навчає її справлятися зі своїми трансформаціями, перш ніж знову відправитися в Сакаар, повертаючись через кілька місяців зі своїм сином (народженим під час його перебування там). : Скаар.
Станом на  2022, Беннер з'явився в дев'яти фільмах після того, як його представили в головному фільмі «Неймовірний Халк» (2008). Загалом персонаж був добре сприйнятий критиками та глядачами, але переробка Нортона та непослідовні характеристики персонажа в останніх фільмах викликають певну критику. Руффало повторив роль у телесеріалі «Жінка-Галк: Адвокатка» (2022).

## Концепція та створення
Галк вперше з’явився як персонаж коміксів у «Неймовірному Галку» №1 ( обкладинка датована травнем 1962 року), написаному Стеном Лі, олівцем і співавтором — Джеком Кірбі  і написаним чорнилом Полом Рейнманом. Лі посилався на вплив Франкенштейна  та доктора Джекіла та містера Хайда на створення Галка , тоді як Кірбі згадав як джерело натхнення історію про матір, яка рятує свою дитину, яка опинилася в пастці під автомобілем. Лі дав альтер-его Галка алітераційне ім’я «Брюс Банер», оскільки виявив, що йому було менше труднощів запам’ятовувати алітераційні імена. Спочатку Галк був сірим, але проблеми з забарвленням призвели до того, що істота стала зеленою. Беннер і його альтер-его з'явилися в телевізійному серіалі 1978 року та у фільмі 2003 року, який отримав неоднозначні відгуки , а студія Marvel відновила права на виробництво фільму для персонажа в лютому 2006 року.
У середині 2000-х років Кевін Файгі зрозумів, що Marvel все ще володіє правами на основних учасників «Месників», серед яких тепер був і Галк. Файгі, який називає себе «фанатом», уявляв собі створення спільного всесвіту так само, як творці Стен Лі та Джек Кірбі робили свої комікси на початку 1960-х років. Луїс Летер’є, який висловив зацікавленість у режисурі «Залізної людини», був залучений до режисури, а сценарій Зака Пенна мав намір слугувати вільним продовженням фільму 2003 року, але зберігаючи історію ближче до коміксів і телесеріалу 1978 року. Девід Духовни був фаворитом у фільмі , а Летер’є спочатку вибрав на роль Марка Руффало. У квітні 2007 року Едварда Нортона було найнято, щоб зобразити Беннера та переписати сценарій Пенна, щоб дистанціюватися від фільму 2003 року та створити його власну ідентичність як перезавантаження, хоча він залишиться без титрів за його написання. Продюсер Гейл Енн Херд нагадала про зображення подвійності Нортоном у «Первісному страху» та «Бійцівському клубі», тоді як Нортон нагадав Кевіну Файґу про Білла Біксбі, який зіграв Беннера в телесеріалі 1978 року.  Лу Ферріньо, який зіграв Халка з Біксбі, зазначив, що Нортон «має схожу статуру [і] схожу особистість». Нортон був шанувальником Галка, називаючи перші комікси, телешоу Біксбі та пробіг Брюса Джонса в коміксах як його улюблені зображення персонажа.  Він висловив інтерес до ролі для першого фільму. Спочатку він відмовився від цієї ролі, нагадавши, що «був фактор здригання або захисна частина вас, яка відсахнулася перед тим, що це погана версія того, що це буде», оскільки він відчував, що попередній фільм «далеко відійшов від історії, яка був знайомий людям, [...] що є розповіддю втікача». Коли він познайомився з Летер’є та Marvel, йому сподобалося їхнє бачення, і він вірив, що вони сподіваються, що він керуватиме проектом.  Під час нью-йоркського Comic Con 2008 року Летер’єр публічно запропонував Лу Ферріньо озвучити Халка для фільму.  Спочатку єдиною реплікою Галка було «Бетті» в кінці фільму, що було б його першим словом. Летер'є усвідомлював, що фанати хочуть, щоб він говорив нормально, і додав "залиште мене в спокої" та "Галк розбий!" Останній рядок отримав вітання під час показу, який він відвідав. 

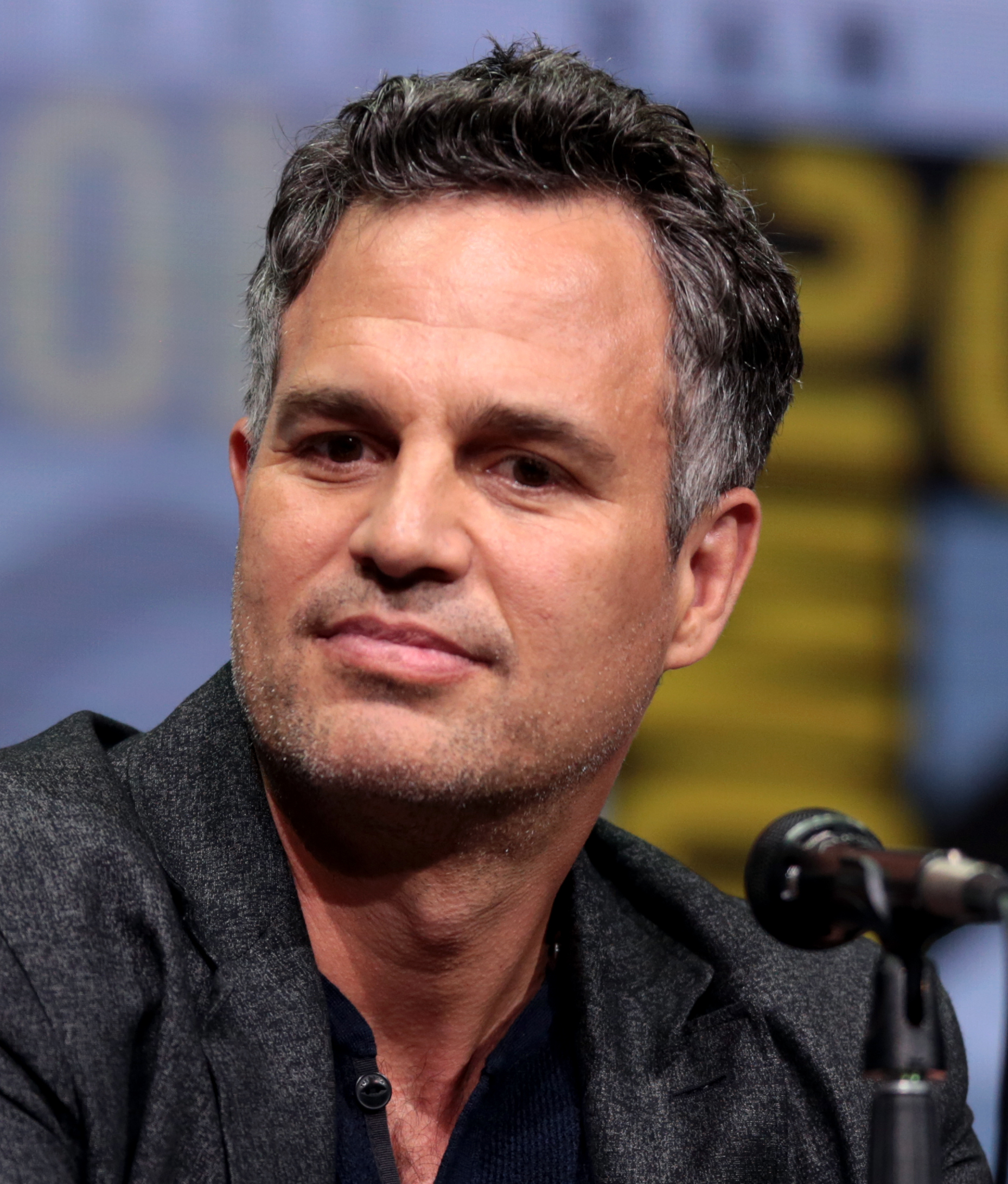
Поточний портретист Марк Руффало на Comic Con у Сан-Дієго 2017 року, який рекламує Тор: Раґнарок.

Марк Руффало почав свою роль Баннера/Галка в «Месниках» після того, як Файгі сказав, що вирішив не повертати Нортона.   З тих пір Нортон стверджував, що це його власне рішення більше ніколи не грати Халка, оскільки він «хотів більше різноманітності» у своїй кар'єрі та не хотів, щоб його асоціювали лише з одним персонажем. Screen Rant зазначив, що частково через зміну акторів «багато хто забуває, що Неймовірний Галк навіть є каноном у MCU».  У квітні 2012 року, незважаючи на те, що Руффало був на борту, щоб зіграти Халка в продовженні, Файгі підтвердив Collider, що Marvel на той час не планувала знімати інший фільм про Галка.  Під час сесії запитань і відповідей Файгі та Руффало підтвердили, що ведуться обговорення щодо створення ще одного фільму про Галка через позитивну реакцію глядачів на гру Руффало в «Месниках».  Однак Universal зберегла за собою права на розповсюдження «Неймовірного Халка», а також право першочергової відмови в розповсюдженні майбутніх фільмів про Галка.  У вересні 2012 року Файгі, досліджуючи всі можливі сюжетні варіанти для фільму-продовження, включаючи фільм, заснований на сюжетних лініях « Планети Галк » і « Галка світової війни », заявив, що «все [що стосується історій з коміксів] на стіл. Я думаю, що Галк може знімати фільм і бути таким же цікавим, як у Месниках ? Я в це вірю. Я вірю, що він абсолютно міг би. Звичайно, ми навіть не збираємося робити це до «Месників 2». Тому є багато часу, щоб подумати про це».
У червні 2014 року Руффало сказав, що, на його думку, студія, можливо, розглядає можливість створення нового окремого фільму про Халка, сказавши: «Я думаю, що вони вперше прийняли цю ідею. Коли ми робили «Месників», це було, по суті, «Ні!», і тепер це є певною мірою. Але досі немає нічого остаточного, навіть скелетної версії того, що це буде».  У липні Файгі заявив, що на той момент студія не розглядала фільм «Планета Халк», оскільки хотіла показати у фільмі Прапора Руффало. Однак він не виключив історію, в якій Халк і Банер потрапили в космос, і пояснив, чому сольний фільм про Халка не з’явився на другій фазі MCU, сказавши: «Після перших Месників у Залізної людини був свій власний фільм., у Тора був свій власний фільм, у Капітана Америки був власний фільм, а Вдова і Ф’юрі були в «Зимовому солдаті». Тож, відверто кажучи, мова йшла про те, щоб врятувати когось, щоб єдине місце, куди ви могли дістати Халка між фільмами про Месників, – це наступний фільм про Месників, щоб [режисер Джосс Уідон] міг продовжувати грати з цим у [ Месники: Ера Альтрона ]. Куди ми підемо після цього, побачимо».
У квітні 2015 року Руффало зазначив, що права на розповсюдження фільмів про Халка у Universal можуть бути перешкодою для випуску майбутнього окремого фільму про Халка , і повторив це в жовтні 2015,  та липні 2017 р.  За даними The Hollywood Reporter, можливою причиною того, що Marvel не повернула права на розповсюдження Халка, як це було з Paramount Pictures для фільмів «Залізна людина», «Тор» і «Капітан Америка», є те, що Universal володіє правами на парк розваг для кількох персонажів Marvel. що материнська компанія Marvel, Disney, хоче створити власні тематичні парки.  У грудні 2015 року Руффало заявив, що напружені відносини між Marvel і Universal можуть бути ще однією перешкодою для випуску майбутнього окремого фільму про Халка.  Наступного місяця він зазначив, що відсутність окремого фільму про Халка дозволило персонажу зіграти помітнішу роль у фільмах «Тор: Раґнарок», «Месники: Війна нескінченності» та «Месники: Завершення », заявивши: «Ми створили справді цікаву арку, щоб Тор [: Рагнарок], Месники [: Війна нескінченності] і [ Месники: Фінал ] для Banner, які, я думаю, — коли все це складено — будуть виглядати як фільм про Халка, окремий фільм».
Чарльз Пулліам-Мур, який писав для Gizmodo, сказав про попередні фільми MCU, що «проте є кілька сюжетних ліній із коміксів Marvel, які глибше заглиблюються в подвійність ідентичності Баннера/Халка... Фільми Marvel відмовилися від цих сюжетних ліній на користь спонукання Брюса балакати про науку та ламати речі, коли це необхідно». Однією особливою відмінністю від коміксів є участь Беннера у створенні Альтрона та Бачення, персонажа, який у коміксах був створений виключно Альтроном. Бачення у фільмах створено як протилежність Альтрону, який раніше створили Старк і Брюс Беннер. Однак у коміксах Альтрона створив інший член Месників, Хенк Пім.
Через відсутність окремих фільмів про Халка, персонаж був зображений у дуже небагатьох сюжетних лініях, показаних у коміксах. Зокрема, сюжет коміксів « Планета Халк » дуже стислий і використаний у «Тор: Рагнарок» ; у сюжеті коміксів герої Землі навмисно відправляють Халка в космос через його надто небезпечну природу , тоді як Халк, що грає в MCU, залишає Землю за власним бажанням. Об’єднана сюжетна лінія Баннера/Халка, зображена в «Месниках: Фінал», також відрізняється від коміксів, де подібне злиття було здійснено за допомогою гіпнозу, виконаного психіатром-супергероєм Доком Самсоном. У MCU Баннер здійснює злиття сам, експериментуючи з гамма-випромінюванням.

## Біографія вигаданого персонажа

### Походження
Девід Брюс Беннер — відомий вчений, фізик і лікар із сімома докторськими ступенями. Працюючи в Університеті Калвер, штат Вірджинія, Беннер зустрічається з генералом Тадеусом Россом, батьком його колеги та дівчини Бетті, щодо експерименту, який, як стверджує Росс, має на меті зробити людей несприйнятливими до гамма-випромінювання, у цій галузі Беннер є експертом. Експеримент — частина програми створення суперсолдатів часів Другої світової війни, яку Росс сподівається відтворити — провалюється, і вплив гамма-випромінювання змушує Беннера вперше перетворитися на Халка. Халк лютує, руйнуючи лабораторію, вбиваючи трьох людей і поранюючи кількох інших. Згодом Беннер стає втікачем від американських військових і Росса зокрема, який хоче використовувати процес Халка як зброю.

### Втікач
Через п’ять років, у 2011 році,  Баннер працює на фабриці з розливу газованої води в Росиньї, Ріо-де-Жанейро, шукаючи ліки від свого захворювання, співпрацюючи в Інтернеті з колегою, якого він знає лише як «Містер Блю», і для кого він «містер Грін». Він також вивчає техніки йоги, щоб допомогти тримати Халка під контролем, і не змінився за п’ять місяців. Після того, як Беннер порізав палець, крапля його крові потрапляє в пляшку, і зрештою її проковтує літній споживач у Мілвокі, штат Вісконсин, викликаючи у нього гамма-хворобу. Росс вистежує Беннера, відправляючи групу спецназу на чолі з британським королівським морським піхотинцем російського походження Емілем Блонським, щоб схопити його. Беннер перетворюється на Халка і перемагає команду Блонського. Блонський погоджується на ін’єкцію подібної сироватки, яка дає йому підвищену швидкість, силу, спритність і зцілення, але також починає деформувати його скелет і погіршувати його здатність розуміти.
Беннер повертається до Калверського університету та возз’єднується з Бетті, але на нього вдруге нападають сили Росса та Блонського, який знову перетворюється на Халка. Халк, мабуть, вбиває Блонського і тікає з Бетті. Після того, як Халк повертається до Беннера, він і Бетті кидаються на втечу, а Беннер зв’язується з містером Блю, який закликає їх зустрітися з ним у Нью-Йорку. Містер Блу, який, як виявилося, є клітинним біологом доктором Семюелем Стернсом, розробив можливу протиотруту від стану Беннера. Після успішного тесту він попереджає Беннера, що протиотрута може лише скасувати кожну окрему трансформацію. Стернс розповідає, що він синтезував зразки крові Беннера, які Беннер надіслав із Бразилії, у велику кількість, з наміром застосувати їхній «безмежний потенціал» у медицині. Побоюючись, що сила Халка потрапить до рук військових, Беннер хоче знищити запаси крові. Беннера спіймано, і Блонський змушує Стернса використати кров Беннера, щоб перетворити його на Гидоту. Потім Блонський лютує Гарлемом. Розуміючи, що тільки Халк може зупинити Блонського, Беннер вистрибує з гелікоптера Росса і трансформується після удару об землю. Після довгої та жорстокої битви через Гарлем Халк перемагає Блонського та тікає. Баннер незабаром розриває стосунки з Бетті, розуміючи, що вони більше не можуть працювати. Через місяць у Белла-Кула, Британська Колумбія, Банер успішно керовано трансформується.

### Член Месників
У 2012 році Беннер працює лікарем у Калькутті, коли до нього звертається агент SHIELD Наташа Романофф, яка вербує його, щоб допомогти відстежити Тесеракт через його гамма-випромінювання. Йдучи з Романоффом, Беннер знайомиться зі Стівом Роджерсом і директором SHIELD Ніком Ф’юрі. Він на Квінджеті, коли Локі захоплюють Тоні Старк і Роджерс. Після того, як брат Локі Тор погоджується помістити Локі в камеру на Гелікаррієрі ЩИТА, агенти, включаючи Клінта Бартона, керованого Локі, атакують Гелікаррієра, в результаті чого Беннер перетворюється на Халка і ледь не вбиває Романова. Тор намагається зупинити лють Халка, і Халк падає на землю після атаки на винищувач ЩИТ. У Нью-Йорку Беннер зустрічається з Роджерсом, Старком, Тором, Романофф і Бартоном, ставши одним із засновників Месників. Після вторгнення інопланетного роду Читаурі, Беннер відкриває Роджерсу, що він «завжди злий», негайно перетворюючись на Халка та зупиняючи Левіафана. Під час бою він бореться з Чітаурі, перемагає Локі у вежі Старка та рятує Старка від падіння на землю після втрати сили через червоточину.
Після битви за Нью-Йорк Беннер тісно подружився зі Старком і тісно співпрацює з ним, навіть попросивши його створити анти-Халкову броню, щоб зупинити його, якщо він втратить контроль і почне лютувати. У 2013 році Старк поділився розповідями про свій досвід використання формули Extremis із Баннером, коли вони відпочивали у Тауері, шукаючи поради. Під час цього Баннер засинає, заявляючи, що він не «такий лікар».
У 2015 році Беннер і Месники здійснили рейд на об’єкт Hydra в Соковії та забрали скіпетр. У Вежі Месників Старк і Беннер знаходять штучний інтелект у самоцвіті скіпетра й таємно вирішують використати його для завершення глобальної оборонної програми Старка «Альтрон». Після святкової вечірки Альтрон стає розумним і атакує Баннера та Месників у Вежі, перш ніж втекти. У Йоганнесбурзі Беннер і Месники намагаються зупинити Альтрона, але їх приборкує Ванда Максимофф, яка використовує нав’язливі видіння, щоб змусити Халка лютувати в місті, доки Старк не зупинить його своєю бронею Халкбастера. Беннер і Месники їдуть до дому Бартона, щоб відновитися, де у Романова і Беннера виникає взаємне потяг. Там прибуває Ф’юрі, який переконує Месників розробити план, як зупинити Альтрона, в результаті чого Романова схоплюють і доставляють до Соковії. Повернувшись у Вежу Месників, Банер та інші вступають у протистояння після того, як дізнаються про створення Віжн, але після того, як Тор надає йому силу, вони дізнаються, що Віжн є союзником. Беннер покидає команду, щоб врятувати Романова, і перетворюється на Халка, щоб битися з Альтроном. Після останньої битви з Альтроном у Соковії Халк відлітає на квінджеті та залишає Землю.

### Сакаар і Рагнарок
Після того, як Халк загубився в космосі, Квінджет впав на планету-звалище Сакаар. Його захоплює гросмейстер Сакаара, який змушує його битися проти інших учасників у гладіаторських боях. Він піднімається в ряди, залишаючись непереможеним і завойовуючи захоплення людей Сакаара, і ставши «Чемпіоном» гросмейстера.
У 2017 році Тор розбився на Сакаарі, і після того, як його захопила Валькірія, він також був змушений вступити в бій, борючись з Халком у своєму першому поєдинку. Викликавши блискавку, Тор бере гору над Галком, але гросмейстер саботує бій, щоб забезпечити перемогу Галка. Все ще перебуваючи в рабстві, Тор намагається переконати Халка допомогти йому врятувати Асгард від Раґнарока, а потім тікає з палацу, щоб знайти залишки Квінджета, що розбився. Халк слідує за Тором на корабель, де запис Романова змушує його знову перетворитися на Брюса Беннера вперше за два роки. Беннер шокований, дізнавшись, що він у космосі, і висловлює побоювання, що якщо він знову стане Халком, то ніколи не зможе повернутися до своєї людської форми. Беннер і Тор об’єднуються з Валькірією та Локі, щоб втекти з Сакаару в Асгард, де Беннер знову стає Халком, щоб врятувати асгардців-біженців від гігантського вовка Фенріса. Коли Суртур руйнує Асгард, Халк супроводжує Тора, Валькірію, Локі та асгардців на Stateman, сакаарському судні, що прямує на Землю.

### Війна нескінченності
У 2018 році Танос і діти Таноса перехоплюють Державного діяча, щоб витягти Космічний камінь з Тесеракта. Халк бореться з Таносом, але його перемагають. Хеймдал використовує міст Біфрост, щоб відправити Халка прямо на Землю, і Халк аварійно приземляється в Нью-Йоркському святилищі Стівена Стренджа та Вонга в Нью-Йорку, повертаючись до Беннера. Потім Банер попереджає Стренджа про Таноса, який зв’язується зі Старком. Коли Ebony Maw і Cull Obsidian прибувають до Нью-Йорка в гонитві за Камнем Часу, Беннер намагається стати Халком, але не може цього зробити. Він вперше відправляється до Месників, де возз’єднується з Джеймсом Роудсом, а пізніше — з Роджерсом, Романоффом, Семом Вілсоном, Максимоффом і Віжном. Він приєднується до команди у Ваканді, де використовує броню Халкбастера Старка, щоб битися з Аутрайдерами, і йому вдається взяти верх над Обсидіаном. Він радий, коли на допомогу приходять Тор, Ракета і Грут. У лісі він стає свідком прибуття Таноса, і Танос відразу ж потрапляє в пастку в каменях і не може дати відсіч. Після того, як Танос активує Рукавицю Нескінченності та телепортується, Беннер виживає після Бліпа.
Беннер, Месники, що вижили, і Рокет повертаються до комплексу Месників, і незабаром їх зустрічає Керол Денверс. Потім він стає свідком того, як Денверс повертає Старка назад на Землю та возз’єднується з ним, допомагаючи йому прийняти заспокійливе та відпочити. Він супроводжує вцілілих Месників, Денверса, Рокета та Небулу назад у космос на планету Титан II, щоб протистояти Таносу, щоб дізнатися, що він знищив Камені нескінченності.

### Розумна форма Халка

#### Пограбування часу та зміна моменту

Брюс Беннер / Галк, який просто називають «Розумним Галком» або «Професором Галком», як його зобразив Марк Руффало за допомогою захоплення руху в Месники: Фінал

У період між 2018 і 2023 роками Беннер проходить гамма-експерименти, щоб збалансувати свої дві сторони у віддаленій лабораторії на пляжі в Мексиці, побудованій Старком. До 2023 року він тепер назавжди в тілі Халка, але з розумом і голосом Беннера. Він зустрічає Роджерса, Романоффа та Скотта Ленга в закусочній і погоджується допомогти їм із їхнім планом квантової подорожі в часі. У Комплексі Месників вони намагаються здійснити подорож у часі Ленга за допомогою квантового тунелю Хенка Піма, але безуспішно. Після того як Старк прибув і запропонував свою допомогу, Банер і Ракета вирушають до Норвегії в колонію Новий Асгард і залучають пригніченого п’яного Тора, щоб він повернувся, щоб допомогти Месникам. Повернувшись у Комплекс, Месники розробляють план подорожі в часі та отримання альтернативних каменів нескінченності. Беннер, Роджерс, Старк і Ленг подорожують у часі через Квантовий світ до іншого 2012 року в Нью-Йорку. Там Беннер отримує Камінь Часу від альтернативної версії Древнього (якому він обіцяє повернути Камені до відповідних періодів у часі, коли Месники виконають свою місію).
Потім Беннер повертається в сьогодення, але спустошена, дізнавшись про смерть Романова, якій довелося пожертвувати собою, щоб отримати камінь душі. Після оплакування її з оригінальними Месниками, Прапором, Старком і Ракетою об’єднайте камені з рукавицею Старка. Тоді Беннер добровільно активує Камені Нескінченності, посилаючись на свою загальну силу та специфічний опір гамма-випромінюванню. Він робить це та скасовує удар, хоча при цьому його права рука отримує серйозну травму. Після цього альтернативна версія Таноса з’являється з квантового царства та атакує Сполуку, в результаті чого Банер, Ракета та Роудс опиняються в уламках, доки їх не врятує Ленг. Потім він бере участь у фінальній битві проти Таноса та його армії, які зрештою зазнають поразки, коли Старк використовує Камені нескінченності, ціною свого життя. Після битви Беннер відвідує похорони Старка, а потім готує новий квантовий портал, щоб Роджерс міг повернути альтернативні Камені Нескінченності та Мйольнір. Він, Бакі Барнс і Сем Вілсон стають свідками того, як літній Роджерс повертається і віддає свій щит Вілсону.

#### Зустріч з Шан-Чі
До 2024 року Беннер створює пристрій для лікування своєї руки, зберігаючи його в людській формі і носить перев’язку через травму, яку він отримав під час реверсу Blip, хоча шрам зажив. Того року Вонг викликав Беннера разом із Денверсом через голограму, щоб поговорити з Шан-Чі про Десять кілець, які належали його батькові.

#### Тренування Дженніфер Волтерс
Беннер і його двоюрідна сестра, адвокат Дженніфер Уолтерс, вирушають у подорож, але їх перехоплює сакаарський вісім кур'єрських кораблів, у результаті чого Волтерс розбиває машину. Беннер стікає кров'ю, і його кров випадково перехресно заражена кров'ю Волтерса, в результаті чого Волтерс перетворюється на Халка і втікає; Зрештою Беннер повертає її та використовує смертельну дозу гамма-випромінювання, яку вона прийняла, щоб повністю вилікувати його руку. У Мексиці Беннер навчає Уолтерс контролювати форму свого Халка, однак вона відкидає ідею бути супергероєм і хоче повернутися до своєї адвокатської кар’єри. Пара вступає в бійку, і Беннер зрештою погоджується на те, що Волтерс хоче піти, і прощається з нею. Кілька місяців потому Беннер злітає на космічному кораблі Sakaaran, щоб дослідити повідомлення автокатастрофи; перебуваючи там, йому дзвонить Уолтерс і заохочує її взятися за захист інтересів Еміля Блонського, оскільки вони виправилися. Банер також вказує на схвалення нового супергеройського імені Уолтерс «Вінка-Халк», даного їй ЗМІ, кажучи, що «Вінка-Халк, адвокат» добре звучить.
Пізніше Брюс повертається на Землю, прибуває до притулку Блонського і б'ється з ним, але Джен ламає четверту стіну і змушує продюсера видалити цю сюжетну лінію. Через деякий час Брюс з'являється на сімейних зборах і знайомить свого сина Скаара з Джен, її сім'єю та Меттом Мердоком.

## Альтернативні версії
Кілька альтернативних версій Баннера з’являються в мультсеріалі «Що, якщо...?», де Руффало повторює свою роль.

### Смерть Месників
В іншому 2011 році Беннер тікає від Росса в Калверському університеті, коли Романов знаходить його там під час консультації зі своєю коханою Бетті Росс щодо смерті кандидатів в Ініціативу Месників. Ці троє оточені військами Росса, і Беннер перетворюється на Халка після того, як у нього влучила куля. Нападаючи на людей Росса, Халк раптово надувається і вибухає через диск частинок Піма, таємно розгорнутий Жовтим Жакетом у його тілі.

### Спалах зомбі
В іншому 2018 році Беннера відправляють назад на Землю через Біфрост, щоб попередити Месників про загрозу, що насувається від Таноса. Однак на нього нападають зомбовані версії Старка, Стренджа та Вонга, перш ніж його врятують Пітер Паркер і Хоуп ван Дайн. Після приєднання до інших тих, хто вижив, вони вирушають до табору Ліхай і зустрічають Віжн, який розповідає, що камінь розуму можна використовувати для лікування вірусу. Пізніше Беннер залишається в таборі, щоб відбити зомбовану Ванду Максимофф, щоб виграти час для втечі інших до Ваканди.

### Завоювання Альтрона
В іншому 2015 році Беннер разом з іншими Месниками (за винятком Романова та Бартона) був убитий Альтроном, який успішно завантажив свою свідомість у вібранієве тіло та здійснив глобальну ядерну атаку.

## Поява

### плівка
Едвард Нортон зіграв Брюса Беннера у фільмі «Неймовірний Галк» (2008) , а Лу Ферріньйо озвучив Галка. Марк Руффало взяв на себе роль Беннера в «Месниках» (2012), де голос Халка був сумішшю Руффало, Ферріньо та кількох інших, хоча єдина лінія діалогу Халка, " Puny god», надав виключно Руффало. Майк Сеймур з FX Guide назвав Халка Руффало «найуспішнішим Галком» у порівнянні з «менш ніж успішними попередніми спробами цифрових Галків». Сеймур пояснив: « Халк 2003 року Енга Лі та «Неймовірний Галк» Луї Летер’є не змогли створити Халка, який міг би пройти по цифровому канату з вражаючою майже непереможною силою, величезною масою тіла, швидкими спритними рухами, грубим гнівом і приємною дією». Він заявив, що, навпаки, Халк Руффало мав «як динамічні дії, так і моменти гумору та діалогу, які приємні публіці». Щоб досягти цього, Industrial Light &amp; Magic створили нову систему захоплення руху та анімації обличчя. Обличчя Халка було створено з натурного зліпка / сканування обличчя Руффало, яке потім було оброблено в програмі ZBrush, щоб перетворитися на Халка, при цьому зберігаючи сутність Руффало.  Руффало повторив цю роль у фільмах «Залізна людина 3» (2013), «Месники: Ера Альтрона» (2015), «Тор: Рагнарок» (2017), «Месники: Війна нескінченності» (2018), «Капітан Марвел» (2019), «Месники: Завершення» (2019) і «Шан-Чі та легенда про десять кілець» (2021).
Продовження «Неймовірного Халка» обговорювалося, і Marvel Studios запропонувала можливий випуск після «Месників: Ери Альтрона» через позитивне сприйняття глядачами зображення Руффало Беннера в «Месниках». Руффало збирається повторити свою роль у будь-якій майбутній адаптації персонажа. У червні 2014 року Руффало сказав, що, на його думку, студія, можливо, розглядає можливість створення нового окремого фільму про Халка, сказавши: «Я думаю, що вони вперше прийняли цю ідею. Коли ми робили «Месників», це було, по суті, «Ні!», і тепер це є певною мірою. Але досі немає нічого остаточного, навіть скелетної версії того, що це буде». У грудні 2014 року Джосс Уедон сказав, що незважаючи на позитивний прийом Руффало, новий сольний фільм про Халка не було анонсовано, оскільки Marvel хотіла мати персонажа, який з’являється лише у фільмах про Месників.  У квітні 2015 року Руффало сказав Collider, що Universal має права на розповсюдження фільмів про Халка, що може бути перешкодою для випуску майбутнього окремого фільму про Халка.

### телебачення
Архівні кадри персонажа з’являються в « Glorious Purpose », першому епізоді телесеріалу Disney+,Локі (2021). Руффало озвучує альтернативні версії Беннера в мультсеріалі Disney+ . Що, якщо...? (2021). Руффало повторив свою роль у фільмі «Ше-Халк: Адвокат» (2022).

### Інші засоби масової інформації
Руффало повторив свою роль Брюса Баннера в неканонічному короткометражному фільмі «Команда Тор» (2016).

## Характеристика
Для «Неймовірного Галка» Луїс Летер’є заявив, що Едвард Нортон переписав сценарій «надав історії Брюса справжньої ваги», пояснивши, що «тільки тому, що ми знімаємо фільм про супергероїв, він не повинен подобатися лише 13-річним підліткам. хлопці. Ми з Едом бачимо супергероїв як нових грецьких богів ».  Розбираючи персонажа для «Месників», Марк Руффало сказав: «Він хлопець, який бореться з двома сторонами себе — темним і світлим, і все, що він робить у своєму житті, фільтрується через проблеми контролю. Я виріс на телесеріалі Білла Біксбі, який, на мою думку, був справді тонким і справжнім людським поглядом на Халка. Мені подобається, що роль має ці якості».  Щодо місця Халка в команді, Руффало сказав: «Він як напарник, якого ніхто з них не впевнений, що хоче у своїй команді. Він вільна гармата. Це як: «Просто киньте гранату в середину групи, і будемо сподіватися, що все закінчиться добре!»
У «Ері Альтрона » Руффало заявив, що його персонаж виріс порівняно з попереднім фільмом і став «трохи складнішим» , а між Беннером і Халком назрівало протистояння: «Відбувається дуже крута річ: Халк так само боїться Беннера, оскільки Беннер боїться Халка... і вони повинні якось помиритися один з одним".  Під час зйомок у Лондоні Руффало сказав, що Уедон досі не передав йому жодної репліки Халка.  Уедон пізніше пояснив, що він пише діалог Халка спонтанно, кажучи: «Що робить Халка таким важким для написання, це те, що ти прикидаєшся, що він перевертень, коли він супергерой. Ви хочете навпаки... Отже, питання в тому, як він прогресував? Як ми можемо змінити те, що робить Халк? І це не тільки в сценарії, це момент за моментом»  Коли персонаж наступного разу з’являється в «Тор: Раґнарок», минуло два роки після «Епохи Альтрона», і Халк став успішним і популярним гладіатором на Сакаарі  , пригнічивши в ті роки сторону Прапора. Він формує лексику «малюка»,  з рівнем мовлення Халка, який є «великою розмовою» між режисером Тайкою Вайтіті та Marvel, оскільки вона бере до уваги майбутню появу персонажа:  Ragnarok begins an арка для персонажа, який продовжує діяти в «Месниках: Війна нескінченності» (2018) і «Месники: Фінал» (2019).  Руффало вважав, що Халк був «розваги» у фільмі, і був «набагато більш характерним, ніж зелена машина гніву», яку бачили в перших двох фільмах про Месників.
Халк лише ненадовго з’являється на початку «Війни нескінченності», а Брюс Беннер проводить фільм, намагаючись знову об’єднатися з Месниками та «вказати всім, наскільки небезпечний Танос».  Джо Руссо вважав, що Галк відмовлявся з’являтися протягом більшої частини фільму лише частково тому, що він був наляканий, а також тому, що він усвідомлював, що «Баннер хоче, щоб Галк тільки бився. Я думаю, що йому досить рятувати осла Беннера». Руссо додав, що це «справді відображає подорож з Раґнарока ... [де] ці два персонажі постійно конфліктують один з одним через контроль».  Різниця між Халком і Баннером має бути показана як «починає трохи розмиватися». Руффало описав Халка у Війні нескінченності як такого, що має розумові здібності п’ятирічної дитини.  Незважаючи на відсутність інших окремих фільмів, «Брюс і Халк спромоглися створити арку персонажів за шість років після «Месників », а «Тор: Раґнарок » і «Війна нескінченності» висвітлюють постійну битву за контроль над тим, яка персона з’явиться, як очікується. буде вирішено в Avengers: Endgame.  У фільмі «Месники: Фінал» Брюс Беннер і Галк, як показано, примирились і злилися в професора Галка, який володіє силою Галка, але розумом Брюса Беннера.

### Зовнішній вигляд і спецефекти
Під час зйомок фільму «Неймовірний Галк» Летер’є взяв за основу зображення Голлума та Кінг-Конга у фільмах «Володар перснів» і «Кінг-Конг» Енді Серкіса, відповідно, як стандарт, на який він прагнув.  Нортон і Рот відзняли 2500 дублів різних рухів монстрів (наприклад, «удари грому» Галка).  Фосфоресцентна фарба, нанесена на обличчя акторів, і стробоскоп допомогли б записати в комп’ютер найтонші манери.  Інші, у тому числі Сиріл Раффаеллі, забезпечили захоплення руху для трюків і боїв  після того, як головні актори зробили посилання на відео.  Leterrier найняв Rhythm and Hues для створення CGI, а не Industrial Light &amp; Magic (ILM), які створили візуальні ефекти для Галка Енга Лі. Компанія Image Engine, яка займається візуальними ефектами, більше року працювала над кадром, де гамма-опромінена кров Беннера падає в пляшку через три заводські поверхи.  Всього було створено 700 ефектів. Захоплення руху допомогло в розміщенні та синхронізації рухів, але загальна анімація ключових кадрів від Rhythm and Hues забезпечила необхідну «витонченість [і] якість супергероя».
Комікси Дейла Кеоуна про Галка надихнули його на створення дизайну.  Летер’є вважав, що перший Галк мав «занадто багато жиру [і] пропорції були трохи неправильними». Він пояснив: «Халк понад ідеальний, тому в ньому нуль грамів жиру, весь виточений, а його м’язи та сила визначають цю істоту, тому він схожий на танк».  Керівник візуальних ефектів Курт Вільямс уявляв, що Галка виглядає як захисник, а не бодібілдер. Для персонажа була обрана висота дев'ять футів, оскільки вони не хотіли, щоб він був надто нелюдяним. Щоб зробити його більш виразним, були створені комп'ютерні програми, що контролюють накачування м'язів і насиченість кольору шкіри. Вільямс навів почервоніння як приклад того, що на колір шкіри людини впливають їхні емоції.  Аніматори відчули, що зелена кров зробить його шкіру темнішою, а не світлішою, а відтінки його шкіри, залежно від освітлення, нагадують оливковий або навіть сірий шифер.  Його анімаційну модель було завершено без повного знання компанії-виробника ефектів про те, що від нього потрібно буде зробити: він був підготовлений робити все, що вони собі уявляли, на випадок, якщо модель використовуватимуть для фільму «Месники».  Волосся середньої довжини Халка було створено за зразком мистецтва Майка Деодато.  Спочатку він мав стрижку, але Летер’є вирішив, що розпущене волосся надає йому більше характеру.  Летер’є назвав «Американського перевертня в Лондоні» джерелом натхнення для трансформації Беннера, бажаючи показати, як боляче йому було змінюватися.  Як реверанс до телевізійного серіалу в прямому ефірі, очі Беннера спочатку змінюють колір, коли він перетворюється.
«Месники» стали першою виставою, в якій актор, який грає Беннера, також грає Галка. Руффало сказав журналу New York : «Я дуже схвильований. Ніхто ніколи точно не грав Галка; вони завжди робили CGI. Вони збираються зробити стоп-екшн, стоп-моушн для Аватара. Тож я фактично зіграю Халка. Це буде весело».  3D-модель, використана для створення тіла Халка, була змодельована за бодібілдером і стриптизером з Лонг-Айленда Стівом Роммом, а обличчя Халка — за моделлю Руффало. Щоб створити екранного Халка, Руффало виступав у костюмі для зйомки руху на знімальному майданчику разом з іншими акторами, а чотири HD-камери для зйомки руху (дві повні, дві зосереджені на його обличчі) знімали його обличчя та рухи тіла.  ILM повернувся, щоб створити цифрового Халка. Джефф Вайт, керівник відділу візуальних ефектів ILM, сказав: «Ми дійсно хотіли використати все, що ми розробили за останні 10 років, і зробити з нього досить вражаючого Халка. Одним із чудових дизайнерських рішень було включити Марка Руффало в його образ. Отже, багато в чому Галк ґрунтується на Руффало та його грі не лише у захопленні руху та на знімальному майданчику, а й до його очей, зубів та язика».
Для Thor: Ragnarok ILM довелося додати набагато більше деталей до рис обличчя персонажа через збільшення діалогів Халка. Керівник візуальних ефектів ILM Чад Вібе пояснив, що вирази обличчя Руффало були зафіксовані свіжими для фільму за допомогою Medusa, технології захоплення продуктивності. Зібравши 90 різних виразів, ILM «створила абсолютно нову бібліотеку, яка дозволила б [Халку] охоплювати повний спектр нормальних візуальних характеристик людини».  Щоб допомогти створити Халка, людина на знімальному майданчику була покрита зеленою фарбою та повторювала заплановані рухи персонажа, щоб допомогти художникам візуальних ефектів.  Крім того, каскадер Пол Лоу, чий зріст менше 5 футів (1,5 м) високий, заступав Хемсворта під час його взаємодії з Халком, щоб каскадери Халка були пропорційно правильними. У деяких випадках, коли Тор і Халк взаємодіяли, для Тора використовувався цифровий двійник, також створений ILM, щоб мати більшу гнучкість для знімків. ILM працювала над усіма моментами Халка у фільмі за межами фінальної сцени бою, яку завершила Framestore за допомогою ресурсів ILM, оскільки Framestore відповідала головним чином за фальсифікацію цієї сцени. Framestore зняв майже 460 знімків, на основі яких були цифрові дублі Тора та Хели, Фенріса, Корга, Мієка, гіганта Суртура в кінці фільму та понад 9000 будівель для Асгарда, на основі активів D Negative із The Dark World, в результаті чого у понад 263 установках для персонажів, транспортних засобів, реквізиту та натовпу.  Тайка Вайтіті також зробив додаткову зйомку руху для Халка після того, як Руффало завершив свої сцени.
Що стосується регулярного зовнішнього вигляду Брюса Беннера, то його почуття моди було піддано критиці зі спостереженням, що «практично в кожній появі він носить непоказний костюм і фіолетову сорочку на ґудзиках». Навпаки, поява Беннера «професора Халка» в «Месниках: Фінал», включаючи його схильність до в’язаних светрів, була описана як «гаряча» і «сексуальна».

## Рецепція
Виступ Нортона в ролі Беннера отримав загалом позитивний прийом. Рецензуючи «Неймовірний Галк», Марк Ранер із The Seattle Times писав, що «перезапуск зеленого голіафа Marvel є кращим у порівнянні з важким Галком 2003 року режисера Енга Лі майже в усіх відношеннях, за винятком того, що справжній Халк усе ще виглядає трохи краще, ніж щось із відео. гра, а він все ще ледве розмовляє».  З іншого боку, Крісті Лемір з Associated Press виявила, що «неминучі порівняння із Залізною людиною, першим блокбастером Marvel Studios цього літа, служать яскравим нагадуванням про те, чого не вистачає цьому Галку: розуму та серця. Незважаючи на присутність Едварда Нортона, актора, здатного проникнути так само глибоко, як Роберт Дауні-молодший, ми не відчуваємо сильного внутрішнього конфлікту Брюса Беннера».
Зображення Марка Руффало доктора Брюса Баннера/Халка в «Месниках» було добре сприйняте коментаторами. Джо Ноймаєр висловив думку, що його гра була кращою за решту акторського складу; «Руффало — це одкровення, яке перетворює Беннера на кривий резервуар спокою, який готовий перетворитися на вулкан».  Подібним чином, Ентоні Лейн ' «The New Yorker» проголосив гру Руффало одним із найяскравіших моментів у фільмі — поряд із Дауні.  Каріна Лонгворт ' The Village Voice підсумувала: «Руффало успішно оновлює міф про Халка, граючи Беннера як чарівного сором’язливого генія-ботаніка, який, на відміну від прихильників у команді, знає, що краще не привертати до себе увагу».  Треверс стверджував, що актор відтворював атмосферу «похмурої теплоти та гумору» , тоді як Туран вважав, що він перевершив своїх попередників Едварда Нортона та Еріка Бану в ролі персонажа.  Оуен Глейберман з Entertainment Weekly писав, що «найрозумніше, що зробили режисери, — це змусити Марка Руффало зіграти Брюса Беннера як людину, настільки чутливу, що щомиті воює сам із собою. (Фільм нарешті вирішує проблему Галка: він набагато веселіший у невеликих дозах)».

### Нагороди
| рік      | плівка                        | Нагорода                               | Категорія | Результат | Ref(s) |
| -------- | ----------------------------- | -------------------------------------- | --- | --------- | ------ |
| 2008 рік | Неймовірний Халк              | Національна кінопремія                 | style="background: #FDD; color: black; vertical-align: middle; text-align: center; " class="no table-no2"\|Номінація     | [ 38 ]    |        |
| 2008 рік | Неймовірний Халк              | Нагороди Scream                        | style="background: #FDD; color: black; vertical-align: middle; text-align: center; " class="no table-no2"\|Номінація     | [ 39 ]    |        |
| 2008 рік | Неймовірний Халк              | Нагороди Scream                        | style="background: #FDD; color: black; vertical-align: middle; text-align: center; " class="no table-no2"\|Номінація     | [ 39 ]    |        |
| 2012 рік | Месники                       | Teen Choice Awards                     | style="background: #FDD; color: black; vertical-align: middle; text-align: center; " class="no table-no2"\|Номінація     | [ 40 ]    |        |
| 2013 рік | Месники                       | Нагороди Товариства візуальних ефектів | style="background: #FDD; color: black; vertical-align: middle; text-align: center; " class="no table-no2"\|Номінація     | [ 41 ]    |        |
| 2013 рік | Месники                       | MTV Movie Awards                       | style="background: #FDD; color: black; vertical-align: middle; text-align: center; " class="no table-no2"\|Номінація     | [ 42 ]    |        |
| 2013 рік | Месники                       | MTV Movie Awards                       | style="background: #99FF99; color: black; vertical-align: middle; text-align: center; " class="yes table-yes2"\|Перемога | [ 42 ]    |        |
| 2013 рік | Месники                       | MTV Movie Awards                       | style="background: #FDD; color: black; vertical-align: middle; text-align: center; " class="no table-no2"\|Номінація     | [ 42 ]    |        |
| 2016 рік | Месники: Ера Альтрона         | 43-я церемонія вручення премії "Енні". | style="background: #FDD; color: black; vertical-align: middle; text-align: center; " class="no table-no2"\|Номінація     | [ 43 ]    |        |
| 2016 рік | Месники: Ера Альтрона         | MTV Movie Awards                       | style="background: #FDD; color: black; vertical-align: middle; text-align: center; " class="no table-no2"\|Номінація     | [ 44 ]    |        |
| 2018 рік | Тор: Рагнарок                 | MTV Movie &amp; TV Awards              | style="background: #FDD; color: black; vertical-align: middle; text-align: center; " class="no table-no2"\|Номінація     | [ 45 ]    |        |
| 2018 рік | Тор: Рагнарок                 | Teen Choice Awards                     | style="background: #FDD; color: black; vertical-align: middle; text-align: center; " class="no table-no2"\|Номінація     | [ 46 ]    |        |
| 2018 рік | Месники: Війна нескінченності | Teen Choice Awards                     | style="background: #FDD; color: black; vertical-align: middle; text-align: center; " class="no table-no2"\|Номінація     | [ 46 ]    |        |